# NGC 3195
NGC 3195 је планетарна маглина у сазвежђу Камелеон која се налази на NGC листи објеката дубоког неба.
Деклинација објекта је - 80° 51' 29" а ректасцензија 10h 9m 21,1s. Привидна величина (магнитуда) објекта NGC 3195 износи 11,6 а фотографска магнитуда 11,5. NGC 3195 је још познат и под ознакама PK 296-20.1, ESO 19-PN2, AM 1009-803.